# 胡风
胡风（1902年11月2日—1985年6月8日），原名张光人，笔名谷非、高荒、张果等，湖北蕲春人，中国文艺理论家，文学评论家，翻译家，七月派诗人，中国左翼文化代表人之一。曾任中國左翼作家聯盟宣传部部长，与鲁迅甚有交往。中华人民共和国成立后，因其文艺思想与社会主流思想不和而遭到批评，并掀起一场涉及面巨大的政治批判运动。改革开放后获得平反。

## 生平

### 早年生活及教育
1902年11月2日生人，父親是做豆腐的，家境不是很好。1913年，十一歲時才上村學。1920年，到武昌讀中學。1923年，轉入國立東南大學附屬中學，與巴金等人同學，1923年加入中国社會主義青年团。1925年，五卅運動爆發，胡風積極參加，下半年到北京考入北京大学预科，1926年改入清华大学西洋文学系。
在国民革命军北伐的风潮中，胡风于1926年回到湖北家乡参加打倒军阀的斗争。中国国民党清党后他从鄂东家乡逃到武汉，正逢武汉国民政府分共，胡风对革命前途悲观。清党以后，他继续在湖北省党部和第三十一军政治部做宣传工作。1927年8月-10月末，胡风在国民党湖北省党部任宣传干事，邓初民任宣传部长，他协助邓编了两期《武汉评论》。11月，胡风到南昌，由陶希圣介绍，编《国民日报》副刊。胡风这段时间的文章，多半发表在国民党湖北省党部的机关报《武汉评论》和国民党江西省党部的机关报《国民日报》上。1928年初，胡风为江西省政府的机关报《策进周刊》撰稿。

### 赴日
1929年，赴日庆应大学英文科留学，加入日本普罗科学研究所艺术研究会，并在日本刊物《艺术学研究》和《普罗文学讲座》上介绍过中国左翼革命文学，和日本的左翼作家江口渙、小林多喜二交往。加入了日本共产党、日本反帝同盟和日本左翼作家组织，担任中国左翼作家联盟东京分會负责人之一。1931年，九一八事变後，由于胡风在留日中国学生中宣传马克思主义和参加反战活动，1933年3月，被日本政治警察机关特高科密捕，7月初，被驅逐後回到上海，参加左翼文艺运动，任左联宣传部长、行政书记。

### 回国及文学活动

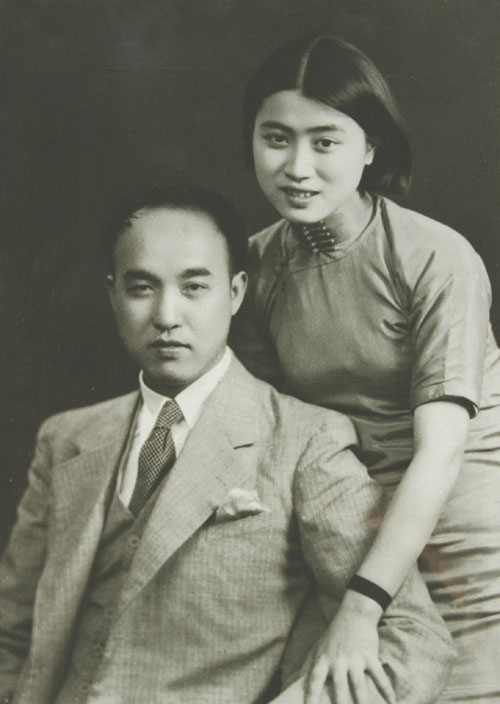
1933年12月胡风与妻子梅志

1935年，编辑地下丛刊《木屑文丛》发表小说，反映苏区斗争，并且介绍苏联社会主义现实主义的理论。1936年初，合作编辑《海燕》，翻译反映朝鲜、台湾人民反殖民抗争的短篇小说集《山灵》，收錄台灣左翼作家用日本語創作的小說，如楊逵《送報伕》、呂赫若《牛車》等，是世界漢譯日本語台灣文學的第1人。
1937年，抗战爆发后，胡风在上海编辑《七月》文学周刊，出版了《七月诗丛》和《七月文丛》丛书。1938年，当选为在武汉成立的中华全国文艺界抗敌协会常委，兼任复旦大学教授，著有诗集《为祖国而歌》、杂文集《棘原草》、文艺批评论文集《剑·文艺·人民》、《论民族形式问题》，译文集《人与文学》。1941年，皖南事变后他撤退到香港，编辑出版了文学杂志《希望》。1942年，從香港轉往桂林。1943年，到重慶，以周恩来提供的中共资助筹办《希望》杂志。1945年1月，胡风在《希望》创刊号上发表舒芜的长篇哲学论文《论主观》。1946年2月回到上海，继续主办希望社，编辑和出版刊物和丛书。1948年底，应中共中央邀请经香港前往北方“解放区”，次年3月抵已“和平解放”一个多月的北平，参与筹备“中华全国文学艺术工作者代表大会”。胡风在7月召开的大会上当选为“中华全国文学艺术工作者联合会”（“文联”）全国委员会委员及随后成立的“中华全国文学工作者协会”（“文协”）常务委员，9月，出席“中国人民政治协商会议”第一届全国委员会会议，11月20日，在中央机关报《人民日报》副刊《人民文艺》上发表组诗《时间开始了》第一乐章《欢乐颂》 。

### 中华人民共和国建国后
1949年，中华人民共和国建国后，任中国文学艺术界联合会委员、中国作家协会理事、第一届全國人民代表大會代表。著有抒情长诗《时间开始了！》和特写集《和新人物在一起》，杂文短记《从源头到洪流》，长诗《为了朝鲜·为了人类》。

#### 胡风反革命集团案

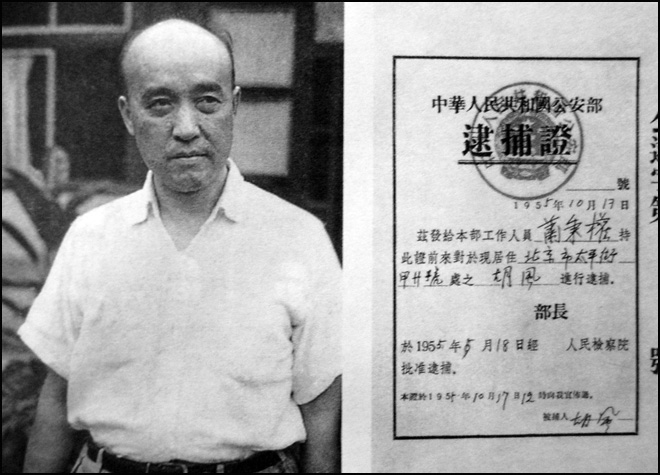
1954年的胡风与1955年中华人民共和国公安部对其的逮捕证

胡风虽然在政治上拥护中共，但在文艺理论的主张上多次与中共在文艺界领导人（如周扬）的观点相冲突，从1945年起，他的文艺理论多次受到批评，性情直率的胡风则也毫不客气的做反批评。
1951年起，一些人写信给《文艺报》编辑部，要求再次批评胡风文艺思想。1952年初，《〈文艺报〉通讯员内部通报》陆续刊登了这些来信，从此拉开运动序幕。1955年1月中共中央批转中央宣传部《关于开展批判胡风思想的报告》。2月，中国作协主席团扩大会议决定对胡风文艺思想进行全面批判。4月13日，胡风旧友舒芜在《人民日报》上发表抨击文章《胡风文艺思想反党反人民的实质》，同时还交出了在1940年代与胡风的私人通信。5月13日至6月10日毛泽东发起批判胡适资产阶级唯心主义运动，认为胡风反对《在延安文艺座谈会上的讲话》，因此令《人民日报》在5月13日至6月10日发表《关于胡风反革命集团的材料》共三批，并亲自写编者按。在此期间，《人民日报》还在每天第三版用五分之二以上甚至全幅整版，刊登声讨文章、读者来信和漫画鼓动声势。胡风随后被判为反革命，并于同年5月18日被捕。同时还涉及2,100多人，逮捕其中92人，正式定为“胡风反革命集团分子”的78人，骨干23人。胡风入狱十年后被正式判刑14年，后文革时期重判为无期徒刑。

#### 平反
1979年获释，1980年、1986年、1988年，经历三次平反过程，才彻底平反。其间曾出任第六届全国政协常务委员、中国文联委员、中国作家协会和文化部文学艺术研究院顾问等职。在彻底平反前的1985年因患癌症，在北京逝世，享年83歲。1980年，中共中央组织部、公安部给胡风案平反时，认定于1927年至1928年期间，在中国国民党湖北省党部宣传部任干事、在江西剿共军第三十一军政治部宣传科担任了28天科长，负责编辑湖北省党部机关刊物《武汉评论》、江西省党部机关报《国民日报》副刊，曾撰写《反共宣传大纲》等有反共内容的文章的這段歷史属于政治历史问题，不应以历史反革命论罪。1985年4月，公安部对胡风历史上的问题（关于胡自动退团问题；在国民党省党部任职；在剿共军任反动职务；写“反共宣传大纲”等）又进一步复查，经研究并请示中央书记处同意，认为胡申诉的五个历史问题，有的仍然证据不足，如“撰写反共宣传大纲”仅一人检举，胡一直否认。

## 家庭
- 妻子梅志，原名屠玘华，作家
- 儿子张晓山，中国社会科学院农村发展研究所原所长，研究员，农村问题研究专家。

## 作品及著作
在中国文坛是一位创作颇丰、活跃的文艺理论批评家，他的理论涉及诗歌、报告文学、小说、戏剧、电影、儿童文学、小品文等，其文学理论著述辑成三卷本《胡风评论集》，由人民文学出版社出版。胡风一生主要致力于文学理论研究，著有《为祖国而歌》，杂文集《棘原草》，文艺批评论文集《剑·文艺·人民》、《论民族形式问题》、《在混乱里面》、《逆流的日子》、《为了明天》、《论现实主义的路》，散文集《人环二记》，译文集《人与文学》，特写集《和新人物在一起》，杂文短记《从源头到洪流》，《关于几年来文艺实践情况的报告》（即《三十万言书》）等。

### 引用
1. 1 2 3  . 人民网.   [2009-05-13]. （原始内容存档于2020-04-30） （中文（简体））.
2. ↑  胡風. . 北京: 人民文學出版社. 1993. ISBN 7-02-001705-3.
3. ↑  胡风. . 上海: 春明书店. 1948.01.
4. 1 2  
洪子诚. . 北京大学出版社. 2003: 41. ISBN 7-301-04039-3 （中文（简体））.
5. ↑  曾凡解. . 广东: 世界图书出版. 2014.03. ISBN 978-7-5100-3988-1.
6. ↑  
毛泽东.  第5卷. : 第112–15页 （中文）.
7. ↑  王若望. . 新文艺出版社. 1955.08.
8. ↑  周正章. . 党史信息报. 2005年12月  [2009年3月]. （原始内容存档于2009-05-22） （中文（简体））.